# LMFS
LMFS（俄語：ЛМФС，中文又譯「多用途輕型戰鬥機」）是俄羅斯於2003年提出的第五代戰鬥機，目標是在取消了的米格1.44战斗机項目基礎上開發一款輕型隱形多用途戰鬥機。LMFS將會被設計用來替換米格-29戰鬥機。
現時，由於俄羅斯近年財政困難，許多軍事開發項目都已經相繼被延遲，因此LMFS項目可能已經停止開發或延遲開發。

## 历史
在LMFS項目誕生前，俄羅斯曾提出「輕型前線截擊機」（Legkij Frontovoj Istribityel，LFI）和「輕型前線飛機」（Lyogkij Frontovoj Samolyot，LFS）兩項計劃，而該兩項計劃都是針對美國的联合打击战斗机计划（JSF）而生，兩項計劃最終下場如何，俄羅斯官方一直未就此解釋。
可是不久就有俄羅斯媒體公布了LMFS第五代戰鬥機計劃的存在，這或許意味著LFS和LFI兩個項目皆而合併成LMFS。與F-35閃電II戰鬥機定位相同，LMFS將主要針對對地/對海攻擊任務，並結合一定程度的空戰能力。
經過長時間的休整之後，2020年4月16日，聯合航空製造公司在Twitter上宣布，米格已經重新開始了對輕型第五代隱形噴氣戰鬥機的研究。這種新型戰鬥機很可能在任務期間為Su-57提供支援。據說，在2019年底，米格飛機公司訂購了2020–25年間與國外同類飛機相當的輕型多功能前線雙引擎飛機空氣動力計算訂單。工作費用估計為400萬盧布。米格的首席執行官以及發動機製造商Klimov的總經理Alexander Vatagin表示，這種新型米格噴氣機的發動機將比米格-35戰鬥機的更強大。